# Ciutadella de Timișoara
La ciutadella de Timișoara (en llatí: Castrum Temesiensis, Castrum Temesvariensis, en hongarès: Temesvári vár, en turc: Temeşvar Kalesi, alemany: Festung Temeswar, en romanès: Cetatea Timișoara) és una fortalesa històrica a l'oest de Romania, al voltant de la qual es va construir la ciutat de Timișoara.
Sembla que hi va haver una fortificació de terres anterior construïda pels àvars, però el primer registre escrit n'és del segle xiii. A principis del segle XIV Carles I construí la primera fortificació de pedra, la fortalesa angevina. El 1443 Joan Hunyadi restaurà el castell i les muralles circumdants, que havien estat destruïdes per un terratrèmol. La fortalesa fou capturada el 1552 pels turcs otomans, que la van mantenir fins al 1716, quan fou presa pels Habsburg. Aquests la van reconstruir, fent-la molt més gran, a l'estil de Blaise François Pagan, precursor del sistema Vauban. La fortalesa dels Habsburg va ser assetjada només una vegada, durant la Revolució Hongaresa del 1849.
L'augment de l'eficàcia de l'artilleria amb petxines explosives a finals del segle xix va fer que les parets fossin ineficaces. Com que les muralles i els voltants (la zona no aedificandi) van dificultar el creixement de la ciutat, es van enderrocar les muralles i es van omplir els vorals.
A principis del segle xxi, les úniques restes de la fortalesa dels Habsburg són el castell de Huniade, un bastió -el bastió de Theresia-, una casamata de revellí de la Porta de Viena, una part del baluard Eugeniu i una petita part del mur cortina entre els baluards Eugeniu i Elisabetha. Tots aquests vestigis formen el monument històric "Fortalesa de Timișoara".

## Primeres fortaleses

### Castrumromà
A l'època romana hi havia un castrum a Tibiscum, encara que el Castrum Temesiensis s'ha situat a Jupa, no a la moderna Timișoara, i està inscrit en la Llista de monuments històrics. Sembla que hi havia hagut dos pobles anomenats "Tibiscum", un de situat a Jupa i l'altre a Timișoara. Tot i que se sap que el nucli antic de Timișoara era travessat per un vallum cap al nord-sud-oest -una muralla de terra o gespa- l'enginyer topogràfic austríac Heinrich Kematmüller va fer una controvertida afirmació sobre l'existència d'un castrum, No hi ha, però, proves documentals, arqueològiques o epigràfiques certes que existís a prop del lloc de la fortalesa de Timișoara.

### Fortalesa àvar
Al segle XV l'arquitecte italià Paolo Santini de Duccio afirmà que havia construït fortificacions a Timișoara sobre antics moviments de terres àvars. La idea que existia tal fortificació fou repetida per Nicolae Ilieșiu, que la va identificar amb Zambara. Des de llavors s'ha demostrat que Zambara mai no va existir, el nom era una falta d'ortografia de Za n bara, que al seu torn és una falta d'ortografia del nom de Zurobara. Zurobara és més antic que el període àvar -fou esmentat per Ptolemeu al segle II- i s'ha situat a prop d'Unip, a 25 quilòmetres de Timișoara.

### Fortalesa angevina

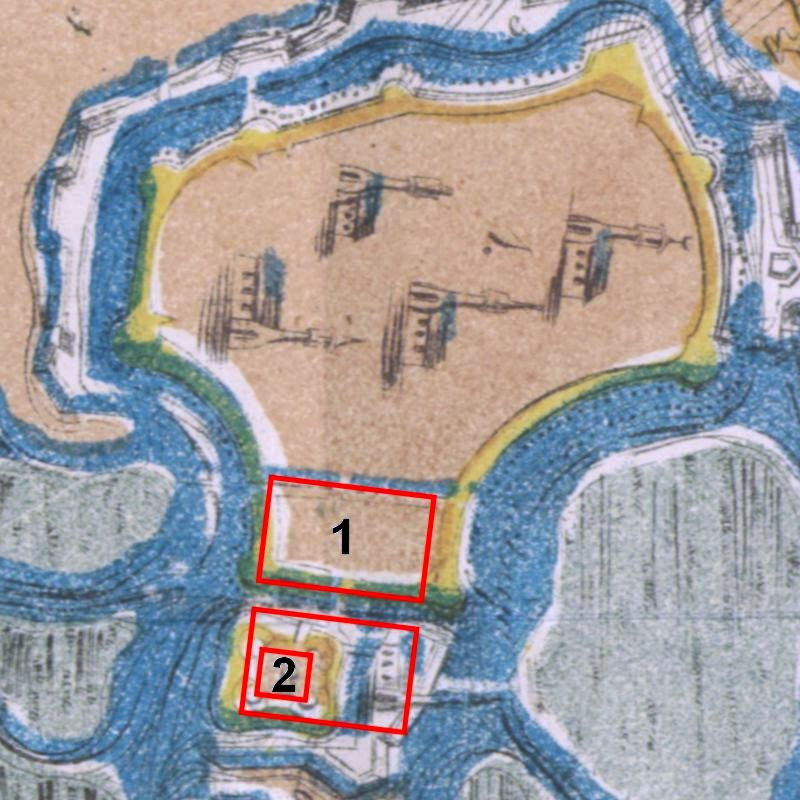
La ubicació de la fortalesa d'Angevin, segons un pla de 1716. 1 - el fort, 2 - el castell

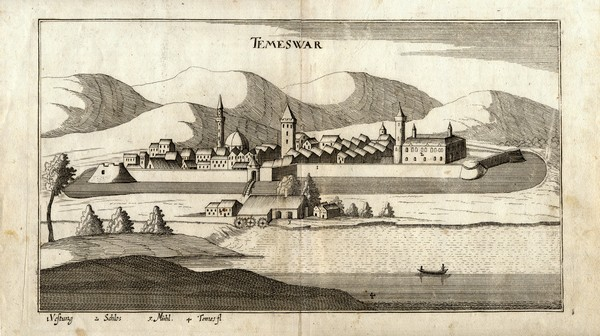
Gravat de 1685, que afirma que representa la ciutat otomana. De fet, el dibuix es basa en el supòsit (incorrecte) que sota els otomans la fortalesa angevina seguia sent la mateixa. La imatge representa la zona del castell, vista des del nord. Però els turons són ficció, estan més enllà de l'horitzó

El nom Castrum Tymes (Thymes, Temes, Castrum Temesiensis, Castrum Temesvariensis) es troba per primera vegada en documents del segle xiii. Després de la seva primera visita a Timișoara, a la tardor de 1307, Carles I d'Hongria hi construí la primera fortalesa de pedra (en hongarès: Temesvári vár) entre 1308 i 1315, al lloc d'una fortalesa d'argila existent, utilitzant artesans italians. El motiu per triar aquest lloc fou que els rius Mureș i Tisza, el Danubi i els passos de muntanya dels Carpats romanesos occidentals evitaven atacs per sorpresa.
Paul Niedermaier i Mihai Opriș han especulat que la fortalesa estava composta per dues parts rectangulars d'uns 170 x 110 m, amb una superfície total d'aproximadament 2 hectàrees.
El fort estava situat dins del perímetre dels carrers actuals d'Alba Iulia, Dimitrie Cantemir, Carol Telbisz i la plaça Huniade. Paul Niedermaier creu que la xarxa de carrers de la fortalesa era rectangular i que hi havia dos carrers principals, un de nord a sud i l'altre d'est a oest. El carrer de nord-sud era una carretera comercial que unia les dues portes i estava situat entre els actuals carrers Alba Iulia i Lucian Blaga. El carrer d'est-oest estava situat a prop de l'actual carrer János Bolyai. Es va construir un castell a la part sud, en un perímetre similar, al lloc de l'anterior castell de Hunyadi. El castell fou cort i residència reial de Carles I entre el 1315 i el 1323. Durant aquest període, Timișoara era la capital del Regne d'Hongria. El Water Tour (Torre de l'Aigua) es construí per defensar el pont entre aquestes dues zones fortificades. Més tard, la torre es va convertir en un dels símbols de l'escut de Timișoara. Hi havia una zona rural habitada amb parcel·les irregulars al nord de la fortalesa.
El 19 de juny de 1404 Filippo Scolari esdevingué ispan (comte) del Comtat de Temes. Va trobar que la fortalesa angevina necessitava una important restauració. Durant el seu regnat les zones exposades a l'atac van ser restaurades i reforçades amb palissades. El castell també fou restaurat i Scolari el va utilitzar com a residència fins a la seva mort, el 1426. Paral·lelament es van aixecar o reconstruir alguns edificis públics de la ciutat, fet que provocà la reactivació de la vida econòmica de la ciutat.

### Fortalesa de Hunyadi
El 1441 Joan Hunyadi es va convertir en l'executiu del Comtat de Timiș. El 5 de juny de 1443 un potent terratrèmol danyà greument les muralles de la ciutat, el castell i altres edificis. Hunyadi va restaurar la fortalesa reutilitzant pedres de les muralles i les va complementar amb materials de les pedreres de Vršac. Entre 1443 i 1448 es van reconstruir les muralles més altes i fortes, excepte el costat oest, que va romandre tal com Scolari l'havia construït perquè estava menys exposat a l'atac a causa del pantà que s'estenia aproximadament entre 2 i 3 quilòmetres. Des del nord fins a l'actual carrer Eugeniu de Savoia, les fortificacions es van ampliar amb un mur de terra reforçat amb palissades i un fossat. Tot plegat defensava la zona habitada al nord de la fortalesa angevina i finalment es va convertir en el nucli de la ciutat. Al nord de la ciutat s'estengué una àmplia zona rural, la Palanca Mare (literalment la 'Gran Palissada', significa 'al costat de la palissada llarga').
Hunyadi també restaurà el castell, i mantingué la muralla a l'oest en la seva posició inicial, però ampliant el castell cap a l'est uns 10 metres. El castell tenia la seva font i reserves d'aigua. S'instal·là una bateria d'artilleria a la Torre de l'Aigua. Hi havia una illa habitada, dèbilment fortificada, al sud del castell: The Island, Palanca Mică (que significa 'al costat de la palissada curta'). L'illa i els pantans a l'est i a l'oest protegien el castell del foc de canó. Al nord el castell estava defensat per la fortalesa. Per tant, tot i que el castell no era dins de la fortalesa, actuava com una torrassa. Durant el regnat de Hunyadi, la fortalesa tenia quatre portes: la porta d'Arad, la de Lipova (Praiko), la porta d'Ardeal i la de la torre de l'aigua.
Ladislau Pòstum demanà prestats 20.000 florins (1 florí contenia uns 3,4 grams d'or fi) a John Hunyadi per a les seves operacions militars. El 1453, quan Ladislau era major d'edat, Joan es retirà i Ladislau li donà la fortalesa de Timișoara per cobrir el seu deute. L'escriptura de regal, datada el 20 d'agost de 1455, fou reconeguda pel capítol de Cenad el 3 de setembre de 1445, el 7 de febrer el reconfirmà com a rei al 7 d'abril de 1456. Inicialment, els treballs de restauració de la fortalesa es van dur a terme a costa del tresor reial. Un cop passà a ser propietat dels Hunyadis, la van mantenir amb els seus fons. El castell fou ampliat; es construí un segon pis i s'edificà l'antiga fortalesa fins a una alçada de 40 metres. Els guàrdies, l'habitació dels cavallers, la presó i els estables eren a la planta baixa. Les habitacions reials, les cambres i la capella es trobaven al pis de dalt.
El castell de Huniade va ser utilitzat com a seu per Pál Kinizsi, executiu del Comtat de Timiș de 1478 a 1494. El posseí plenament l'any 1489 i, com els seus predecessors, també en reforçà les muralles i els baluards.
El 15 de juny de 1514 la fortalesa, defensada per Esteve VII Báthory, fou assetjada per un exèrcit camperol dirigit per György Dózsa. Per capturar la fortalesa, Dósza intentà reduir els pantans que l'envoltaven desviant el riu Timișel cap al Timiș. Va ordenar l'excavació d'uns 7 quilòmetres de canal de la zona del Barri Tela actual, als voltants de la moderna Giroc; no s'acabà, però, abans que l'exèrcit de Joan Zápolya hi arribés i vencés els camperols el 15 de juliol.
Després de la batalla de Mohács (1526) Timișoara fou constantment amenaçada per l'Imperi otomà. El 1550, arran del tractat amb la vídua de Joan Zápolya, els Habsburg van fer-se amb la ciutat de Timișoara i van portar arquitectes italians, com Martino de Spazio, que van reforçar les muralles, van fortificar la torre de l'aigua per als arcabussers i van construir bastions per enfortir la ciutat contra l'amenaça que representaven els otomans, malgrat les bones relacions anteriors entre els Habsburg i els otomans. Aquests, donant suport a Joan Zápolya com a voivoda de Transsilvània, van considerar que el Banat estava sota la seva sobirania.

### Setge otomà del 1551
Timișoara se situà estratègicament per resistir l'expansió de l'Imperi otomà cap a l'Imperi dels Habsburg. La ruta principal de l'atac otomà fou al llarg de la riba dreta del Danubi cap a Belgrad, Buda i Viena. A Sèrbia es van establir o reforçar forts a Golubac, Smederevo, Kovin, Belgrad i Petrovaradin. Com que hi havia un coll d'ampolla al Danubi a les Portes de Ferro, hi havia moltes fortaleses a la Clisura Dunării: Turnu Severin, Ada Kaleh, Orșova, Dubova (Peci), Svinița i Drencova.

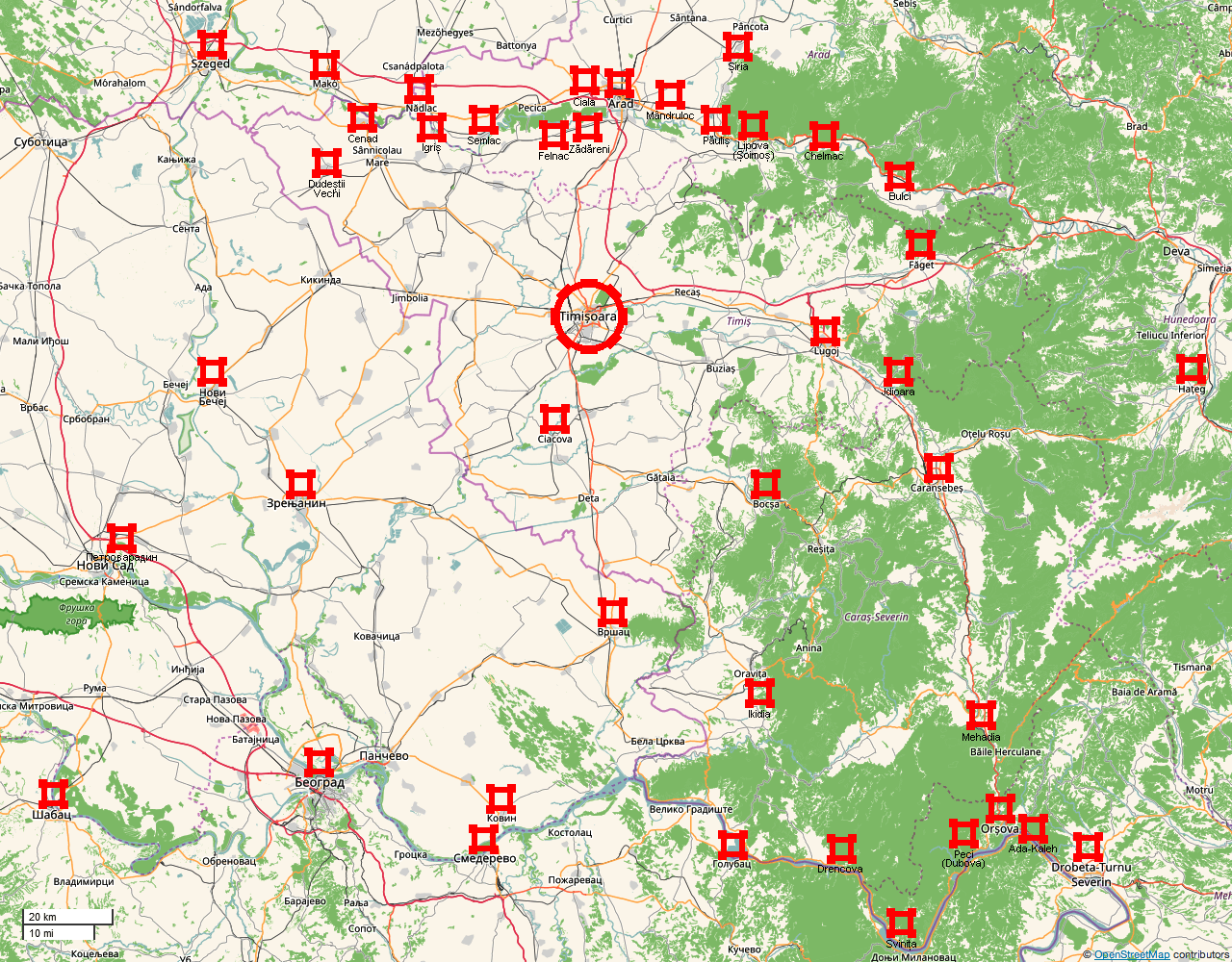
Fortaleses del Banat a mitjan segle XVI. Fortalesa de Timișoara mostrada encerclada

Una de les rutes utilitzades pels otomans per a la intervenció militar era al llarg del riu Mureş, on es van fortificar gairebé totes les rutes de ribera. Les principals fortaleses eren Szeged, Cenad, Arad i Lipova. Calia protegir la mateixa Timișoara. Una de les rutes per accedir-hi va ser per Timiș i Cerna. Aquí hi havia fortaleses a Mehadia, Caransebeș, Jdioara i Lugoj. Des de Transsilvània, Timișoara fou defensada per les fortaleses de Făget i Hațeg. També hi havia fortaleses al territori d'Ilidia, Vršac, Cuieşti i Ciacova.
Com que Timișoara es troba gairebé al bell mig del Banat, podria donar suport a totes aquestes ciutats, raó per la qual els beis otomans del Danubi van afirmar que "qui conquereix Buda conquereix una ciutat, mentre que qui conquereix Timișoara conquereix un país". Com a resultat, la reacció otomana a la presa de Timișoara pels Habsburg no es feu esperar. El setembre del 1551 Sokollu Mehmed Pasha, beylerbey de Rumèlia, començà la seva campanya al front d'un exèrcit de 8.000 geníssers, 100.000 akindjis i 13 sanjak-beys amb les seves tropes. Per mantenir Transsilvània confià en els governants de Valàquia i Moldàvia i en els tàrtars. Per aïllar Timișoara, Sokollu Pasha va partir de Belgrad i avançà pel riu Tisza: conquerí Novi Bečej (19 de setembre) i Zrenjanin (25 de setembre). Va continuar pel riu Mureș fins a Lipova, i ocupà les fortaleses de Dudeştii Vechi, Cenad, Igriş, Felnac, Zădăreni, Nădlac, Ciala, Arad, Mândruloc, Păuliş i Chelmac. Lipova fou ocupada sense lluita el 5 d'octubre per Ulama Pasha, que hi va romandre com a sanjak-bey de la fortalesa.
De Lipova, l'exèrcit otomà – reduït perquè havia de deixar guarnicions a les ciutats ocupades- es va dirigir a Timișoara, on arribà l'avantguarda de 600 cavalleries el 13 d'octubre i la resta de l'exèrcit, amb 18.000 efectius, l'endemà. La guarnició de la fortalesa consistia en 200 hússars d'Ardeal, 600 espanyols, mercenaris alemanys i italians i hongaresos, romanesos i serbis; en total més de 2.000 cavalleries i 1.500 infanteries.
El setge de la fortalesa començà el 18 d'octubre. Els otomans excavaren trinxeres a la zona que es convertiria en Palanca Mare i van col·locar dues armes de setge per bombardejar les fortificacions del nord; la intervenció de la cavalleria del defensor, però, va impedir l'atac. Els defensors van rebutjar diversos atacs abans que del 25 d'octubre i la pluja van inundar les trinxeres. Després del 26 d'octubre el període de servei dels geníssers s'havia acabat, per la qual cosa Sokollu Pasha va haver d'aixecar el lloc i es va retirar cap a Bečej.
Les tropes de guarnició atacaren i el 29 d'octubre van reconquerir la fortalesa de Cenad. El 4 de novembre les tropes imperials comandades per Giovanni Battista Castaldo arribaren a Lipova i, després d'un setge de dues setmanes, la ciutat es rendí. Segons la tradició de l'època, la rendició estava condicionada que es permetés als otomans el pas lliure. Tanmateix, András Báthori no va respectar l'acord i va matar la guarnició. Ulama Pasha va resultar ferit, però pogué escapar. Aquest esdeveniment va tenir repercussions en la conquesta de Timișoara l'any següent. A finals de novembre ja s'havien recuperat totes les fortaleses ocupades pels otomans durant la campanya del 1551.
La campanya otomana començà el 22 d'abril de 1552, quan les tropes otomanes comandades per Kara Ahmed Pasha, el segon visir, van abandonar Adrianopol i es van dirigir a Belgrad. Van creuar el Danubi juntament amb l'exèrcit de Rumèlia comandat per Sokollu Pasha i van arribar a Timișoara el 24 de juny amb una avantguarda de 1.500 genets. El setge s'inicià el 28 de juny. Sokollu Pasha era al costat est de la fortalesa i Hassan Pasha, beylerbey d'Anatòlia, al costat oest. Els otomans tenien 16 basiliscs (grans canons de setge). La guarnició de la fortalesa era d'uns 2.500 soldats, incloent-hi 1.000 hongaresos, 400 espanyols, 200 austríacs, 300 txecs i 17 canons, Losonci István encara manava.
El setge durà fins al 25 de juliol. Els atacs turcs van tenir lloc el 29 de juny (a l'illa), 3 de juliol (des del nord), 6 de juliol (a l'illa) i 12 de juliol. El dia 6 de juliol, els otomans van exigir la rendició per primera vegada. El canó turc va bombardejar constantment la fortalesa i finalment els defensors ja no van poder reparar els danys. El 18 de juliol hi hagué discussions amb els otomans sobre una rendició, però les opinions dels defensors es van dividir. Els habitants locals van exigir la rendició de la fortalesa, però els soldats, esperant l'ajut de Castaldo -que no va arribar- va voler continuar la lluita i utilitzà la treva dels dos dies per reparar les fortificacions tant com van poder. Mentrestant, l'artilleria otomana havia augmentat i van desplegar fins a 30 canons, organitzats en tres bateries. El 20 de juliol, els otomans van començar el bombardeig i els bastions i les muralles foren destruïts els dies següents. El 24 de juliol, la Torre de l'aigua fou capturada pels otomans, però amb fortes pèrdues -més de 2.000 combatents. Amb la pèrdua de la Torre de l'Aigua es van trencar les comunicacions entre el castell i la ciutat. El 25 de juliol es produí l'últim assalt i els habitants van exigir de nou que la fortalesa es rendís. El 26 de juliol, els mercenaris espanyols i austríacs van admetre que la ciutat ja no es podia defensar i van capitular.
El 27 de juliol, d'acord amb la convenció de rendició, la guarnició abandonà la ciutat per la porta de Praiko. No obstant això, com a represàlia per la massacre de la guarnició de Lipova l'any anterior, els otomans van violar les condicions d'armistici i van llançar un atac que conduí a l'assassinat dels defensors, inclòs István Losonci.

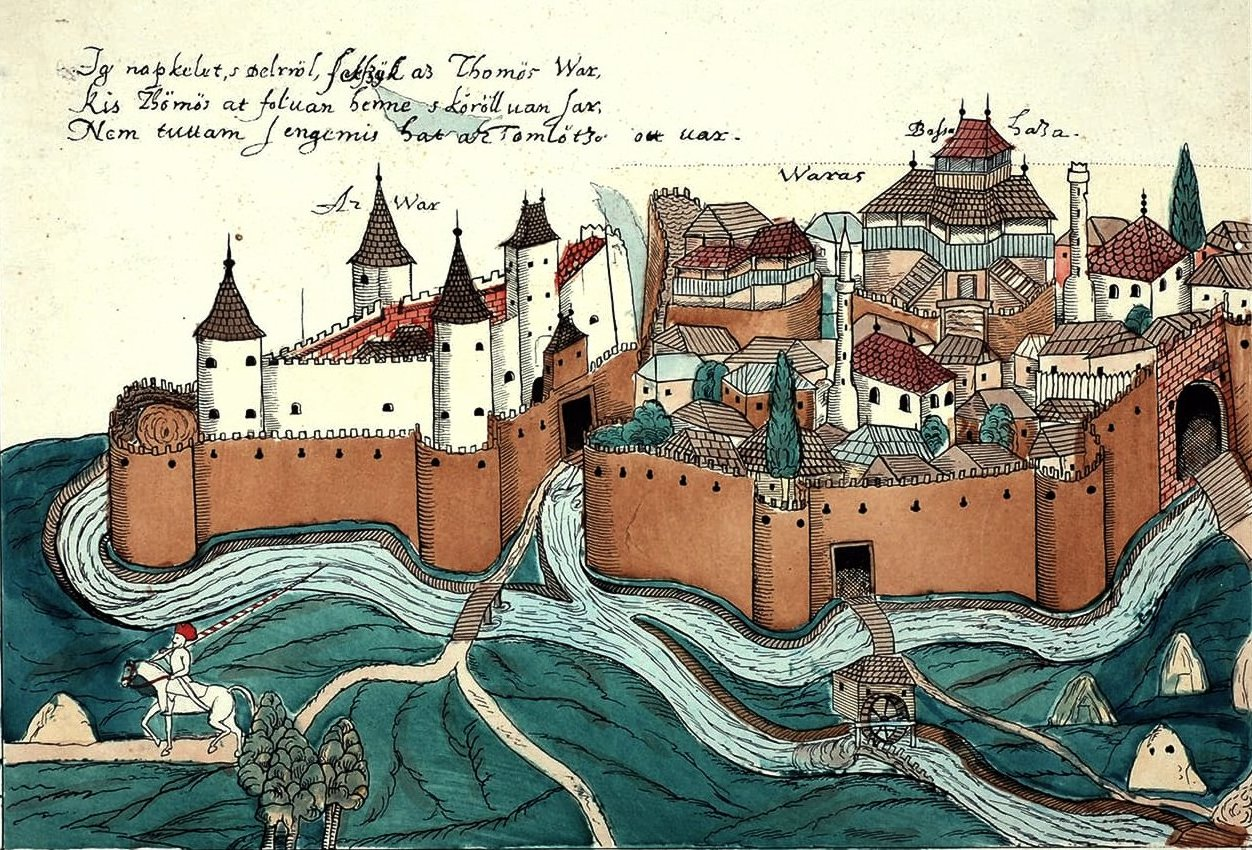
Fortalesa de Timișoara el 1602

Després de la conquesta de la fortalesa, la major part del Banat es va convertir en el Temeşvar Eyalet, governat pel beylerbey Kasam Pasha. Timișoara ha estat considerada la capital del Banat des de la creació de Temeşvar Eyalet. Hi ha poca informació sobre el creixement de la ciutat. Els mapes i vedute publicats es basaven en la informació anterior a la conquesta otomana. Per exemple, el mapa del segle xviii de Matthäus Seutter mostrava les zones de l'illa i la tela tan petites com eren; no obstant això, el mapa fou popular a causa de la fama de l'autor i del seu ús del color. Una altra veduta imprecisa la publicà el 1656 Nicolas Sanson, tot i que n'hi havia moltes altres.
Un esbós més proper a la realitat del 1602 fou la base d'una veduta pintada per Ludwig Förster el 1836. A la pintura es veu la ciutat des del nord-est. Podem veure el castell i la muralla amb bastions que l'envolten, la Torre de l'aigua, la forma irregular i les muralles de la ciutat amb els baluards i la casa del Pasha.
A mitjan desembre de 1662 Leopold I envià una missió diplomàtica al pasha de Belgrad. La missió estava dirigida pel baró de Goëss, i Henrik Ottendorf en formava part. El propòsit real de la visita era observar els militars otomans. Tot i elogiant el propòsit de la visita, els otomans la van desviar cap a Timișoara, on en aquell moment hi havia poques tropes otomanes. La missió es deixà esperar i només a l'estiu de 1663 es va rebre a Belgrad. Tot i que a Timișoara sempre anaven acompanyats de funcionaris otomans, Ottendorf aprofità el retard, prenent notes del que veia. Tanmateix, no se'ls va permetre l'accés a tot arreu, ni a la zona fortificada del sud -l'antiga fortalesa angevina i el castell. Les notes del 1663 es van sistematitzar en un document del 1667 de 97 pàgines amb 24 dibuixos, de les quals dues (una veduta i un pla) són de Timișoara. El pla es considera aproximat, però la veduta era molt més precisa que qualsevol altra de l'època, i és l'única vista de la fortalesa (turca) de la segona meitat del segle xviii feta per un testimoni presencial.
Durant l'ocupació turca, Timișoara es dividí en tres parts: la fortalesa, la ciutat i els suburbis. La fortalesa era la zona on es trobava el castell, la seu del valí (governador) i el kaymakam. La ciutat era la zona fortificada del costat nord de la fortalesa. Al centre de la ciutat hi havia el basar, el centre comercial. Els barris perifèrics (Palanca Mare) es van dividir, al seu torn, en la Ciutat Rasciana (rascians era el nom donat pels Habsburg als serbis ortodoxos) i l'Illa (diferent de la que protegia el castell del sud) a l'est, davant la Porta de l'Aigua. Davant del castell, cap a la ciutat, hi havia la Torre de l'Aigua. El castell estava envoltat per altres quatre torres defensives, lligades per muralles. Només els otomans habitaven la ciutat. Els catòlics i els serbis vivien als suburbis, on tenien les seves esglésies.
Les muralles de la ciutat tenien cinc portes:
- Horos Kapî (turc) = La porta del Gall, cap al nord-oest (marcada amb una O al mapa de Perrette)
- Azab Kapî (turc) = La porta d'Azaps a l'est (P)
- Soukapî (turc) = La porta de l'Aigua, al sud-est (Q)
- Kuciuk Kalle Kapî (turc) = La porta Petita de la fortalesa al sud (R) i
- Kana Kapî (turc) = La porta de la Sang a l'oest (S).

El contraguàrdia tenia quatre portes: la porta del Gall (Z), la porta Sedi Pasha (V), la porta Osman Aga (X) i la porta Pasha Aghas (Y). Es pot entrar a Palanca Mare per la porta del llarg pont Toggle (al nord-oest, davant la porta del gall), la porta Forforos (&), la porta Martoloz (2) i la porta Duanera (al nord-est, 3). Es pot entrar a Palanca Mică per la porta de Belgrad (4).

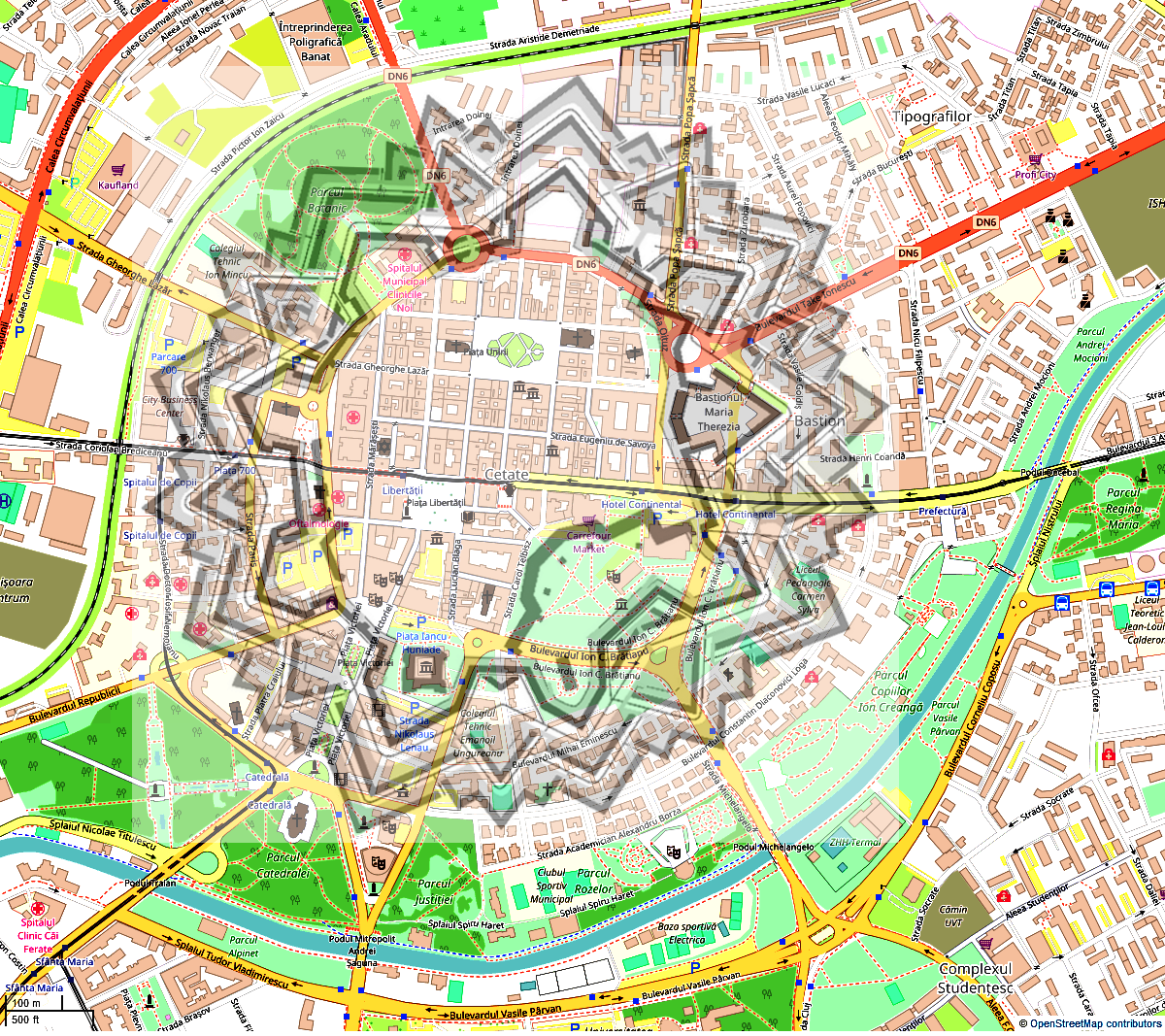
Un pla de la fortalesa dels Habsburg sobreposat a un mapa de la moderna Timișoara

Les parets i la contraguàrdia tenien bastions -el baluard de l'Arsenal de l'Artilleria estava situat al nord-est (5). La porta de l'Aigua fou defensada pel bastió de la porta de l'Aigua (6). El bastió de l'Arsenal estava flanquejat pel bastió de la porta dels Azaps (7) i el bastió Ali Pasha (8), Azig Pasha (9) i els bastions del Gall es trobaven al costat nord (10). El bastió de Yamak (11) i la Torre de la Sang (12) es trobaven al costat oest. Hi havia dos baluards a banda i banda de la porta petita del castell i dos bastions més a les cantonades sud de les muralles que protegien el castell.
Les fortificacions foren restaurades el 1571. La guarnició estava composta inicialment per uns 250 soldats, dels quals 100 eren genets. També hi havia uns 150 azaps – milícia camperola. Hi havia uns 20 martòlegs (mariners cristians del Danubi que eren guàrdies fronterers) i alguns müteferiki (especialistes). En el cas d'enfrontaments militars, altres tropes serien enviades a la fortalesa. Amb el pas dels anys la guarnició va créixer i el 1624 era d'uns 1.000 soldats.
El setembre de 1595, Timișoara fou assetjada per les tropes de Sigismund Báthory; se'n retiraren, peò, després de l'arribada d'una força de socors otomana. L'any següent, al juny, tornà a ocórrer el setge, i fracassà de nou. El 1597 els Habsburg van oferir un tribut anual de 12.000 ducats (uns 40 kg d'or fi) per a la restitució de Timişoara, però els otomans s'hi van negar. El setge es va reprendre a l'octubre-novembre, i tornà a fracassar. El febrer de 1600, les tropes de Miquel el Valent, sota el comandament de Baba Novac, van atacar Timișoara i van cremar els suburbis, però no la van assetjar i es van traslladar a Pančevo. L'octubre de 1603, fou el torn de Giorgio Basta d'assetjar Timișoara, però va tornar a aguantar.
Evliya Çelebi visità Timișoara molts cops entre 1660 i 1664 i també gravà una descripció del que va veure. La contraguàrdia i les fortificacions amb palissades es van fer a la segona meitat del segle xvii. Per tant, es considera que els noms Palanca Mare i Palanca Mică daten d'aquest període. El 1686, la fortalesa de Timișoara es preparà per a la batalla. Segons un inventari de l'armament, això incloïa 54 peces d'artilleria -dels quals 3 eren basiliscos- 1.346 rifles, 402 llaços, 11.760 fletxes i 5.156 granades. A la primera meitat del 1688 es van reparar les fortificacions. Entre la tardor de 1689 i la primavera de 1690, la fortalesa de Timișoara fou sotmesa a un llarg setge pels imperials. Durant el 1692 i el 1693 es van reparar les fortificacions i se subministrà la fortalesa amb armes. A la tardor de 1695 el sultà Mustafa II visità Timișoara i organitzà una expedició per capturar la fortalesa de Lipova. Les armes de la fortalesa capturada, incloses 6 basiliscos, van ser portats a Timişoara. El 1696 els Imperials, sota el comandament de l'electorat de Saxònia, Frederic August, van tornar a assetjar Timișoara. No obstant això, foren derrotats per l'exèrcit turc, després d'això es van tornar a restaurar les fortificacions. Tot i que continuaven reparant-les, eren de terra amb parapets xapats en fusta, incapaços de suportar l'artilleria moderna. Dels edificis només el castell, les mesquites i les muralles que envoltaven el castell i la fortalesa (la part sud de la ciutat, la fortalesa dels Angevins) eren de maçoneria, la resta d'edificis eren de fusta i palla i es cremaven fàcilment.

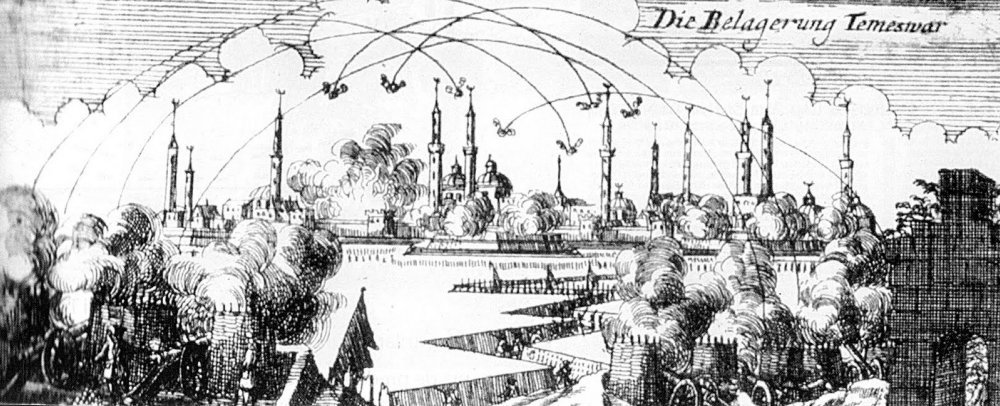
El setge de Timișoara pels Habsburg (1716)

### Captura pels Habsburg
Durant la Guerra austro-turca de 1716-1718 el príncep Eugeni de Savoia derrotà l'exèrcit otomà a Petrovaradin el 5 d'agost del 1716. Després es va dirigir a Timișoara amb el seu exèrcit d'uns 45.000 infants, més de 23.000 cavalleries, 50 canons de campanya i 87 canons de setge. La guarnició otomana estava composta per uns 16.000 soldats i 150 canons.
El 21 d'agost, catorze esquadrons comandats pel general Rotenhan van arribar a Timișoara. La resta de l'exèrcit austríac i el príncep Eugeni van arribar cinc dies després. El setge començà el 31 d'agost. Les obres d'enginyeria es van realitzar entre l'1 i el 5 de setembre: es van excavar trinxeres i es van col·locar canons per tal de cobrir les operacions. A partir del 16 de setembre, el bombardeig augmentà a mesura que van arribar i es van instal·lar més armes. Les primeres bretxes a les parets van aparèixer entre el 20 i el 22 de setembre. Mentrestant, un altre cos d'exèrcit, format per 14 esquadrons i 4 batallons d'infanteria al comandament del general Steinville, arribà des d'Alba Iulia. Els contraatacs dels otomans van ser rebutjats. El 25 es produí un intens bombardeig mutu. Les tropes otomanes que intentaven rellevar la guarnició de la fortalesa van atacar des del sud tres vegades el 26 de setembre. No van aconseguir obrir-se pas, ja que no havien sincronitzat l'atac amb els defensors de la fortalesa. El contraguàrdia fou capturat el 30 de setembre. Les armes es van traslladar a noves posicions a principis d'octubre. L'11 d'octubre començà un bombardeig massiu contra les muralles. El 12 va aparèixer una bandera blanca de rendició en un dels baluards.
Segons les condicions de rendició, es va permetre als otomans i als kurucs sortir de la ciutat amb les seves possessions personals. Un miler de vagons estaven disponibles per a la seva retirada, per a un viatge de deu dies a Belgrad. Els desertors de l'exèrcit d'Habsburg no tenien permís per sortir, i les armes pesades, la pólvora i els subministraments de farratge havien de romandre-hi.
Després de la conquesta de Belgrad pels austríacs el 1718, acabà la Guerra austro-turca. El tractat de Passarowitz confirmà el trasllat del Banat de Temeswar, inclosa la fortalesa de Timișoara, a la monarquia dels Habsburg.
Després de la seva captura, la fortalesa quedà molt malmesa i els austríacs van començar a reparar-la i reconstruir-la. No hi havia un pla clar i la coherència es veia obstaculitzada per la necessitat que continués sent funcional. Es van suggerir molts esquemes entre 1717 i 1727, però cap no se n'executà. Just després de la conquesta, l'enginyer militar capità François Perrette, que havia establert les fortificacions a Slavonski Brod el 1715, va rebre l'encàrrec de fer un mapa topogràfic de la fortalesa juntament amb propostes de noves fortificacions. Va fer tres plans, els dos primers a l'octubre de 1716 i febrer de 1717, que es consideraven molt precisos, i el tercer, publicat el 1729, contenia plànols per a les fortificacions proposades. La primera fortificació, construïda el 1716, fou la "Nova Ravelina", destinada a defensar Palanca Mică des del sud.
Una primera proposta fou construir bastions al llarg de l'antiga muralla des del nord. La Palanca Mică s'havia de preservar i es van construir barracons a l'extrem oriental. El problema era el petit espai que hi havia a l'interior de les parets. No obstant això, el projecte proporcionava la configuració de la caserna Casemated, coneguda posteriorment com la caserna de Transsilvània, que tancaria el perímetre de la fortalesa des del sud-est. La zona de Palanca Mică es va proposar com a zona residencial.
Una altra proposta era construir una zona residencial al sud-est de la caserna. Estava menys exposat a un setge potencial a causa de la ubicació del pantà. No obstant això, els baluards proposats es dissenyaren a l'estil italià, ja obsolet, i la forma de la fortificació no era adequada per als principis d'una ciutat ideal. El projecte indicava que ja s'havia decidit que la fortalesa tindria tres capes de fortificació.
La proposta de Geyer era mantenir la fortalesa juntament amb el castell, amb una zona d'extensió al sud-est. Hi va haver propostes d'ampliació d'aquesta zona fins i tot després de finalitzar la construcció del primer mur, tal com es pot veure al plànol núm. 3 del 1734. El núm. 3 és el primer pla oficial que incloïa tot l'esquema de les fortificacions. En ell, els elements representats en vermell eren edificis que ja havien estat aixecats (la caserna i el magatzem de subministrament de farratge dels baluards Theresia). Els esbossats en negre tenien els fonaments assentats i els de groc representaven les propostes per tancar el mur de cortina.
La primera pedra de la futura fortalesa (en alemany: Festung Temeswar) es posà el 25 d'abril de 1723. Una placa de zinc inscrita amb "Imperante Carolo VI, Duce Eugenio Sabaudiae Principe per cladem Petro-Varadini MDCCXVI a Turcis recuperata Provincia, sub preadisio Claudii Comitis a Mercy anno a patru Virginis MDCCXXIII die XXV. Mensis Aprilis Temesvarini moenia fundabantur", però els plànols indiquen que l'obra principal va començar més tard. El primer treball era sobre la caserna casamatada d'infanteria, construïda entre 1727 i 1729. En aquell moment el plànol per a la fortalesa no s'havia finalitzat.
El 1732 es dissenyà una part important de la fortalesa i s'excavà el fossat des de la part frontal dels futurs baluards. Va trigar un any a excavar-se la trinxera i aixecar-se el mur de cortina i la contraescarpa. La construcció s'endarrerí a causa de l'execució prèvia d'obres hidrotècniques per proporcionar l'aigua necessària a la fortalesa, executades entre 1728 i 1732.

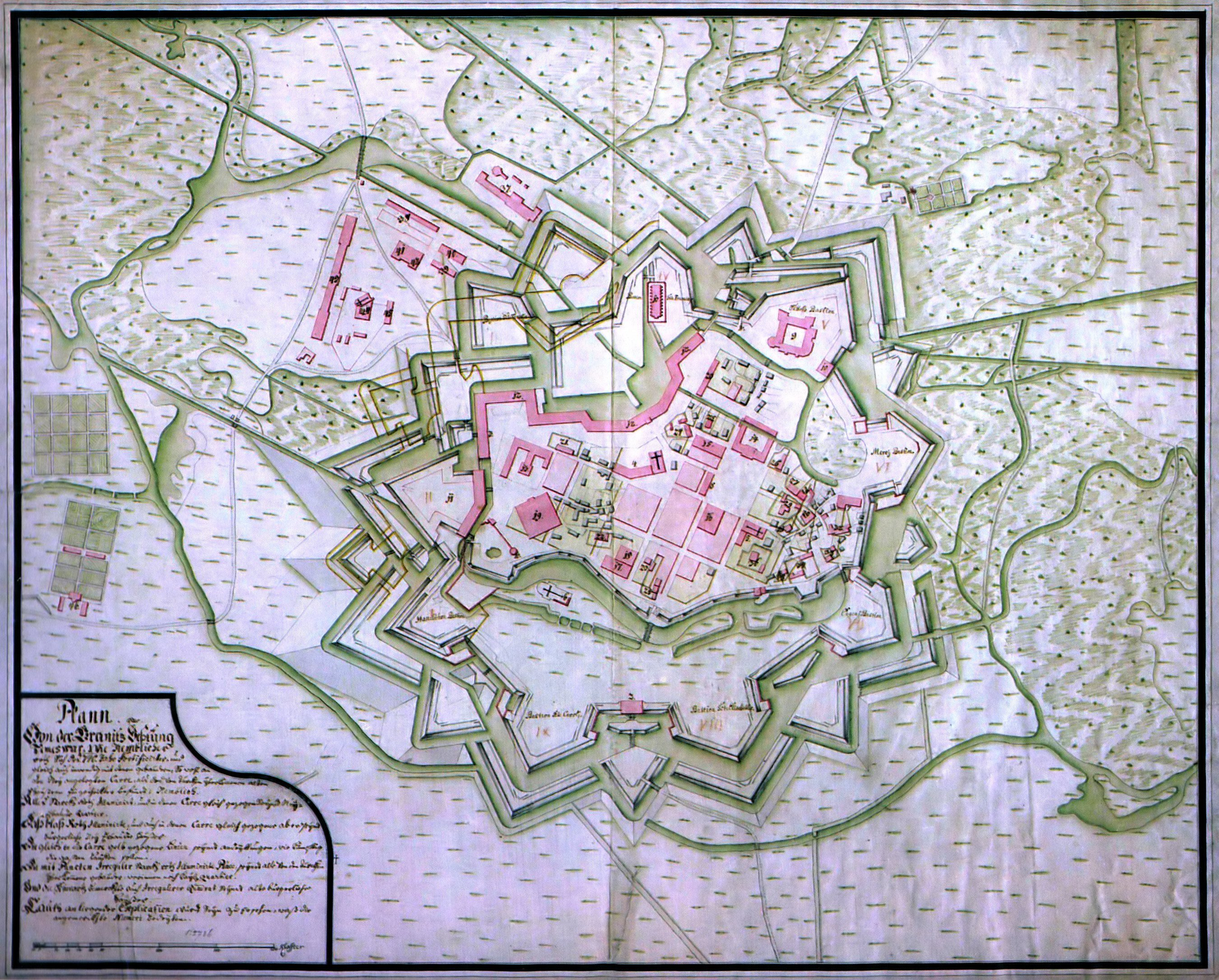
Plànol de fortalesa el 1740. El nord està caigut

Els primers cinturons de muralla defensiva de la fortalesa es van acabar el 1740. La primera muralla tenia vuit baluards (finalment n’hi havia 9) d'estil pagà (precursor de les fortificacions d'estil Vauban) i els murs de cortina entre si. El segon tenia vuit barrancs situats davant de les obres interiors de la fortalesa (els murs de cortina i els baluards). Això donà una imatge clara de com quedaria la ciutat i de quant de temps seria una zona no edificandi. El 1744 es van aprovar els llocs dels suburbis alemanys i rascians (els actuals barris de Iosefin i Mehala).

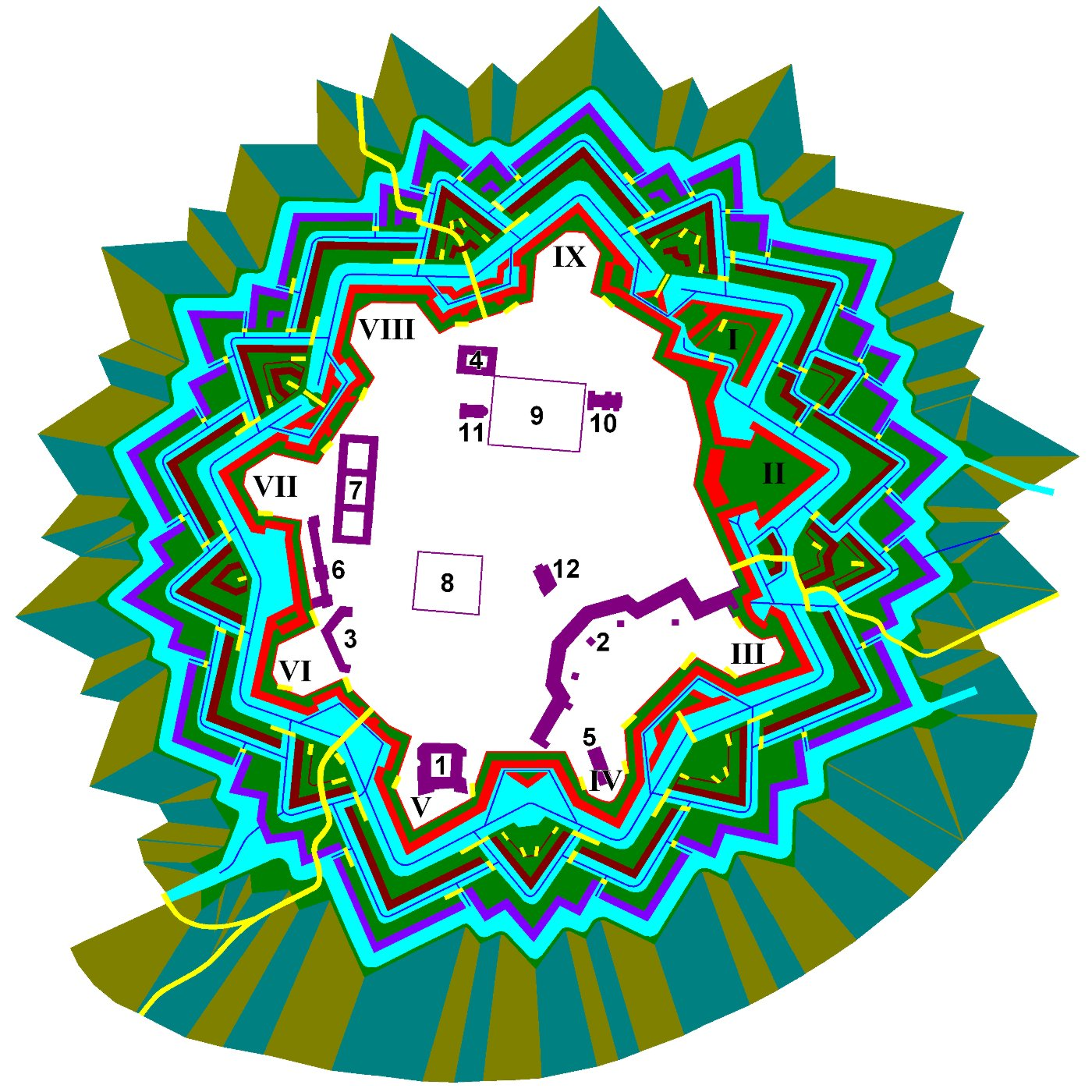
Les fortificacions de la fortalesa el 1808

El plànol de la fortalesa el 1808 mostra la seva forma final, ja que els tres cinturons de muralla ja estaven acabats el 1764. La imatge contigua es dibuixa sobre la base d'aquest pla i en ressalta els detalls. Els tons verds representen els banquets, les barbetes, els camins encoberts i el glacis. El blau indica les trinxeres i el blau clar les planes inundables en cas de setge. El groc representa les vies d'accés, els ponts i les rampes. A la zona intra muros hi havia edificis fortificats representats en vermell fosc: el castell de Hunyadi (1), la caserna casemada d'infanteria (més tard coneguda com la caserna de Transsilvània), la caserna del servei de construcció de fortificacions(3), la caserna de Viena (posteriorment caserna de Franz Joseph) (4), la revista de pólvora (5), l'hospital de dermatologia (6) i l'hospital militar (7). Hi havia tres places: la plaça de Cercavila (8), plaça Major (9) -al costat de la cúpula de la Catedral (10) i de l'església Rasciana (11)- i una petita plaça triangular (l'actual plaça de Sant Jordi), on hi havia una església, l'antiga Gran Mesquita (12). El nivell del terra es mostra en blanc.
El perfil vertical de les fortificacions era de tipus Vauban, amb tres cinturons de paret, cadascú orientat a les zones inundables. El primer cinturó de paret, els parapets dels quals es representen en vermell, estava format per nou baluards i murs de cortina. Els baluards i els ravelins estaven numerats amb numerals romans, en sentit horari, començant pels del nord-est (semblants a les figures de l'esfera dels rellotge). Els baluards eren:
- I El bastió Francisc, separat de la zona intra muros; l'accés se'n feia mitjançant un pont de fusta. Al costat esquerre estava flanquejat per una plataforma d'artilleria.[123]
- II El baluard Theresia, l'únic que queda avui, fou la primera estructura defensiva que es va construir i que originalment es dissenyà com a ravelina. Es dissenyà per funcionar independentment de la resta de la fortalesa, fins i tot si es penetrava.
- III El bastió Joseph, que flanquejava la porta de Transsilvània, tenia un costat corbat.
- IV El bastió Leopold (bastió de Hamilton) estava flanquejat per tenalles. S'hi va col·locar una revista de pólvora.
- V El bastió del castell, dissenyat per protegir el castell de Huniade, tenia un orillon dirigit a la porta de Petrovaradin.
- VI El bastió de la Misericòrdia, que flanquejava la porta de Petrovaradin a l'oest i protegia les casernes del servei de fortificació i l'hospital de dermatologia. El flanc dret estava protegit per una plataforma d'artilleria.
- VII El baluard Eugeniu protegia els hospitals militars i de dermatologia.
- VIII El bastió Elisabetha flanquejava a l'esquerra la porta de Viena.
- IX El bastió Carol, que flanquejava la porta de Viena a la dreta, protegia el flanc esquerre i el dret.

Els baluards tenien dos nivells d'artilleria: el nivell inferior des del qual es disparaven els canons mitjançant espitlleres i el nivell superior, que s'utilitzava per a disparar els canons sobre els parapets.
El segon cinturó de paret, els parapets dels quals estan representats en marró, estava format per 7 ravelins flanquejant els baluards -exceptuant el baluard Theresia- i 9 contraguàrdies dels baluards. Es van col·locar llunetes als barrancs entre els bastions Mercy i Elisabetha.
L'accés a la fortalesa es feia a través de tres portes: la porta de Viena (o porta d'Arad, porta de Mehala) al nord-nord-oest de la fortalesa, entre els bastions Elisabetha i Carol, la porta de Transsilvània a l'est de la fortalesa, entre els baluards Theresia i Joseph, i la porta de Petrovaradin (o porta de Belgrad, porta Josefina) al sud-oest de la fortalesa, entre els bastions del Castell i la Mercè. Les portes estaven separades per tres baluards, i les seves fortificacions es complementaven. Hi havia 5 i 6 parapets en lloc de tres parapets a les portes de Viena i Transsilvània i, a la porta de Petrovaradin, l'accés es feia per un llarg pont entre el primer i el segon cinturó de fortificacions.
El 1765 es van acabar les darreres obres de fortificació. S'excavà una nova llera (l'actual canal Bega). Inicialment, per no refugiar tropes atacants, la riba de la fortalesa continuà el pendent del glacis, però amb el pas del temps, l'aigua cavà el seu propi llit i la costa oferí protecció als possibles atacants. El resultat va tenir el mateix efecte que si s'hagués excavat una rasa paral·lela. Per tant, l'obra es considerà un error i va ser explotada al setge de 1849.

### Setge de 1849
El 13 de març esclatà la Revolució de 1848 a Viena i el 15 de març a Budapest. La notícia arribà a Timişoara el 18 de març de 1848. Després de la decisió de Ferran I d'Àustria el 3 d'octubre es declarà l'estat de setge al Regne d'Hongria. El comandant militar de la fortalesa de Timișoara, el tinent mariscal de camp Kk Georg von Rukavina va assumir el comandament de Timișoara.

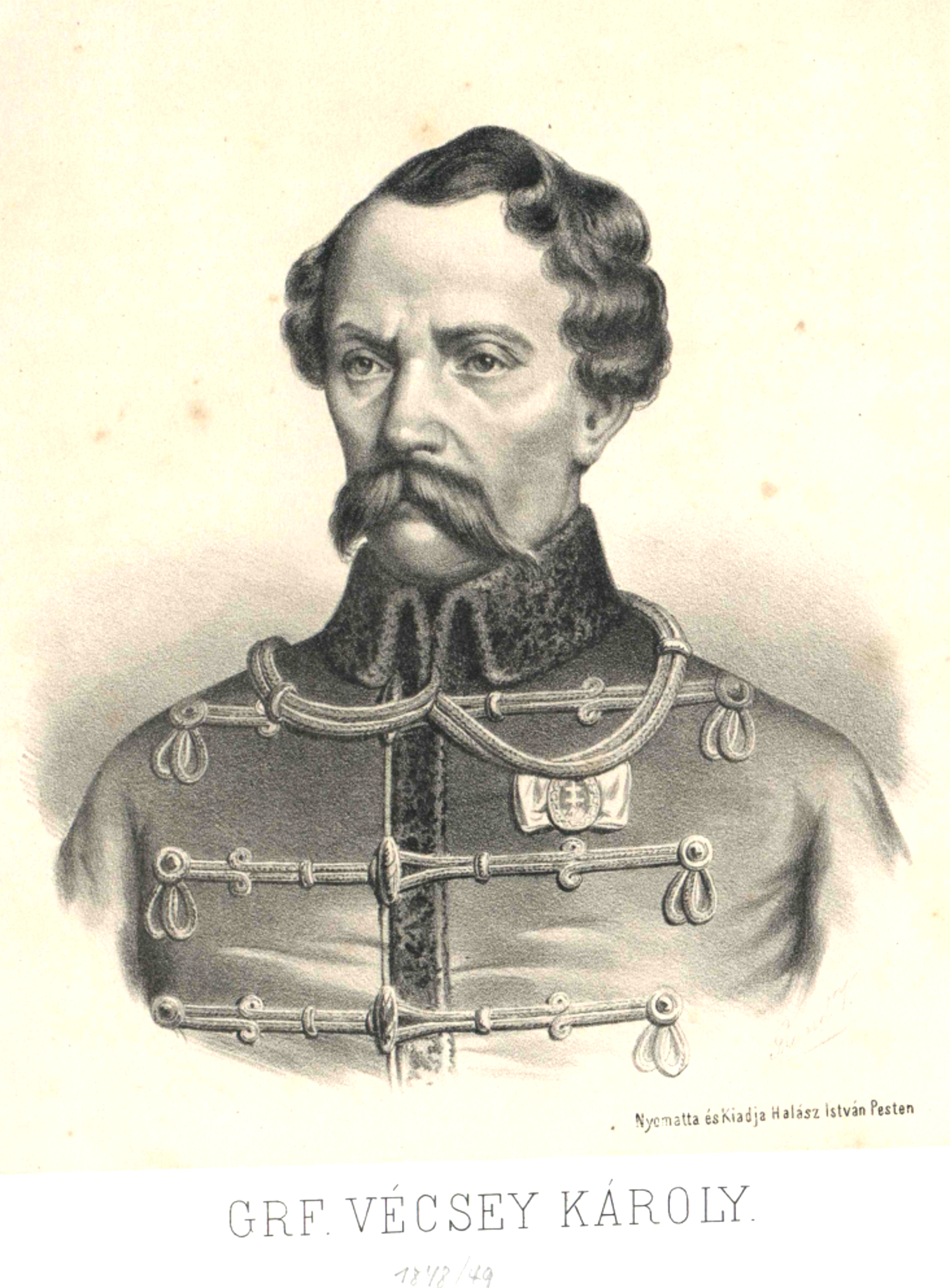
Károly Vécsey

L'estat de setge exigí la prohibició dels disturbis, de grups superiors a 6 persones i també imposà la rendició de les armes. Com a resposta, al decret de Lajos Kossuth del 8 d'octubre -que exigia el vol de la bandera hongaresa i la lleialtat a Hongria- la guarnició de la ciutat va respondre que Kossuth havia estat declarat il·legal pel decret del 3 d'octubre i, per tant, ja no estava obligat a seguir les ordres hongareses i es mantindria fidel a l'emperador i defensaria la fortalesa.
Tot i que s'acabà la restauració de la fortalesa de Timișoara, a causa del terreny pantanós, el primer cinturó de paret pesat s'havia enfonsat, la qual cosa dificultà el foc d'artilleria sense amenaçar els defensors dels altres dos cinturons de paret, i també el camí secret. A l'hivern del 1848-1849 se subministrà la fortalesa i es van enviar reforços. Al començament del setge, les forces de defensa estaven formades per 8.851 persones. També tenia 1.272 cavalls i 213 canons funcionals. Hi havia prou de pólvora, però només 312 artillers i 17 enginyers militars.
El 14 de maig, els atacants van ocupar Fabric i van destruir la canonada de subministrament d'aigua potable a la fortalesa. Els defensors podien utilitzar les 130 fonts de la fortalesa, però només 13 proporcionaven aigua potable. La manca d'aigua neta hi provocà epidèmies.
El primer bombardeig de la fortalesa es produí el 18 de maig. El bombardeig s'intensificà l'11 de juny, quan els atacants van posar més armes a la bateria. Prop de 2.000 obusos aterraren a la zona de la fortalesa i gairebé tots els edificis foren colpejats, perquè eren de maó. El 6 de juliol, els atacants van instal·lar bateries addicionals i van bombardejar la fortalesa amb uns 30 morters i 30 canons pesats. El 20 de juliol Kossuth visità el camp de setge i demanà a Károly Vécsey, el comandant del setge, que capturés la fortalesa a tota costa. El bombardeig continuà. Durant la fase més intensa, les bateries tenien 36 morters, 20 canons, 13 obusos i 22 canons de camp, en total 91 peces. El 5 d'agost, un parlamentari exigí la rendició de la fortalesa, però fou rebutjada.
Les pèrdues entre la guarnició no van ser elevades: 161 morts, inclosos 6 oficials, 376 ferits, inclosos 13 oficials, 27 presos i 213 cavalls morts. No obstant això, el subministrament d'aliments s'exhaurí i el tifus i el còlera mataren 2.000 persones; després del setge van morir 2.000 persones més malaltes. La majoria dels edificis de la fortalesa foren destruïts, inclòs el castell de Huniade, que es reconstruí el 1856, amb un aspecte totalment diferent.
El 14 de juny de 1852, l'emperador Franz Joseph va visitar Timișoara, i posà la primera pedra del monument de la fidelitat a la plaça de la desfilada, el 15 de juny.

### Demolició

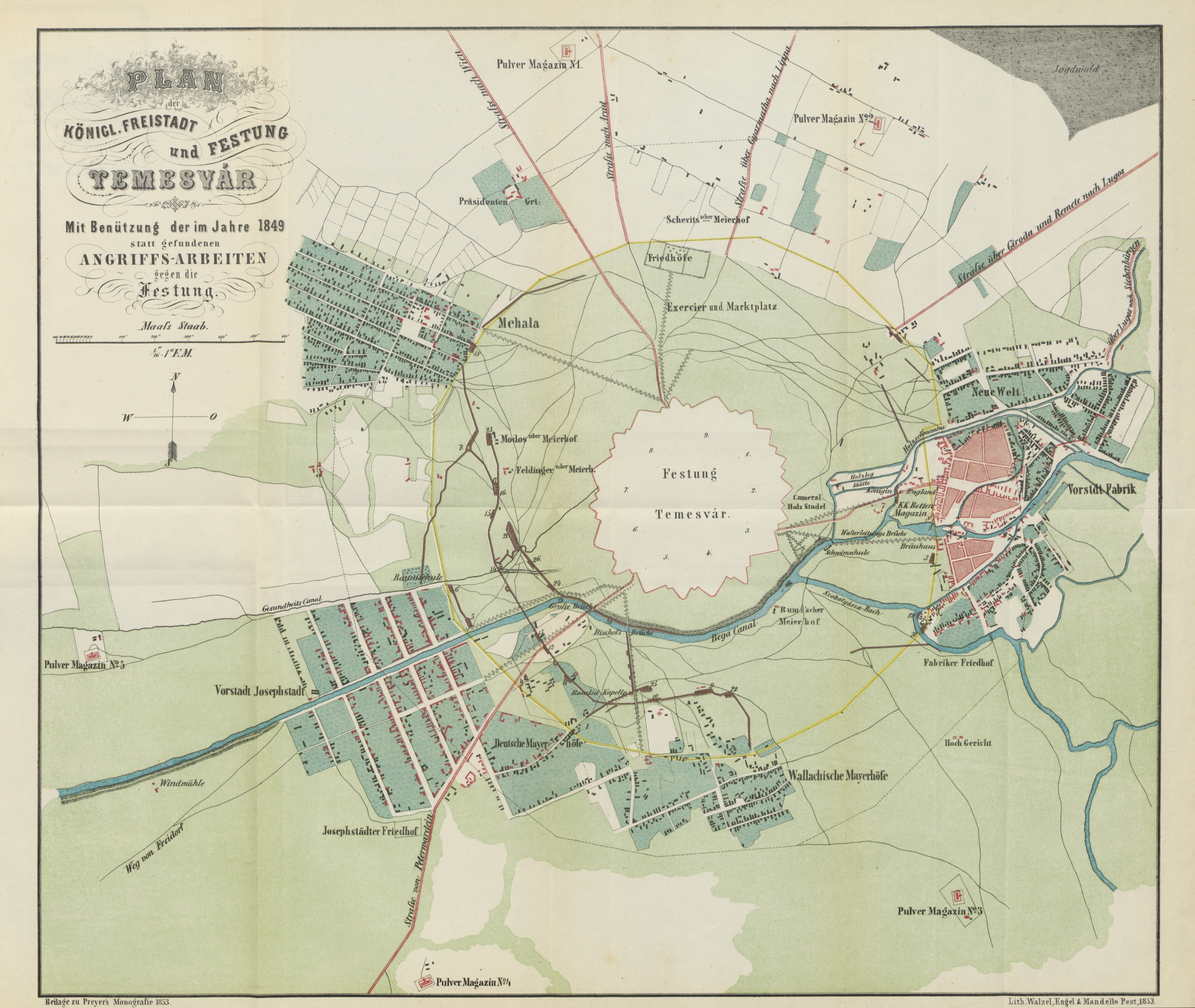
Plànol de l'entorn de la ciutat el 1849, que mostra l'esplanada de 500 klafter (950 m)

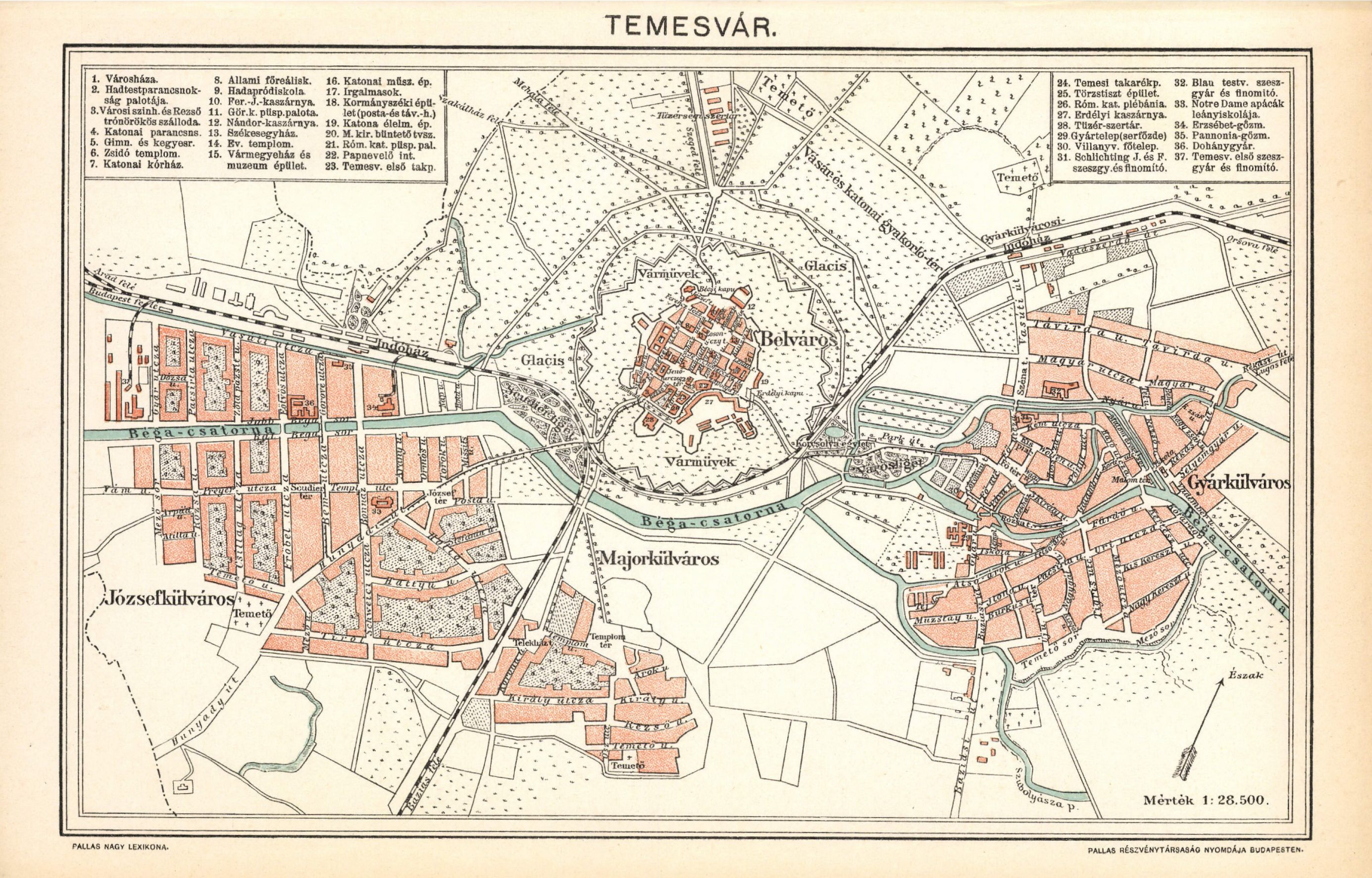
Plànol de l'entorn de la ciutat a principis del, que mostra l'esplanada del 300 klafter (570m)

Amb el desenvolupament de l'artilleria més pesada, les fortificacions van esdevenir ineficaces al segle XIX. Les fortificacions de moltes ciutats van ser enderrocades, per exemple a Viena (Vial Ring Road), o París (Enceinte de Thiers), on va aparèixer el Bulevard Perifèrice. Tot i que la ciutadella de Timișoara es considerava una gran fortalesa, la zona intra muros era massa petita per a la ciutat, les fortificacions dificultaven el flux de trànsit i l'esplanada ocupava un espai valuós. El procés d'enderroc començà el 1859. A petició de la ciutat, Franz Joseph decretà el 10 de novembre de 1868 que es reduís la superfície no aedificandi de 500 klafter (950 m) fins a 300 klafter (570 m), permetent que els suburbis s'acostessin a la fortalesa. Tanmateix, els barris perifèrics havien de tenir els carrers traçats radialment cap a la fortalesa per permetre un bon albirament i enfilar el foc en cas d'atac. El ferrocarril també va haver de complir aquest requisit.
El 5 de novembre de 1872, per una decisió dels magistrats de la ciutat, es feren trencs a les muralles per facilitar l'accés a la fortalesa. El maig de 1891 l'alcaldessa Carol Telbisz renovà la sol·licitud de demolició, que fou aprovada per Franz Joseph el 23 d'abril de 1892. Tot i que les negociacions per a la compra de terres i edificis propietat de les autoritats militars van durar fins al 1905, la demolició de les muralles començà el 1898.
L'enderrocament comportà el desmantellament de les parets, l'ompliment dels fossats amb moviments de terres sobre els baluards i la neteja dels materials de rebuig per part de les autoritats municipals. Com a resultat, la ciutat adquirí una superfície de 138.460 m² i 26 milions de maons, dels quals 19 milions es van vendre i la resta s'emprà per a la fonamentació de diversos edificis administratius. La venda dels maons va cobrir els costos de l'enderroc.

La ciutat va vendre parcel·les, incloses les del glacis i l'esplanada. Els ingressos van cobrir el cost de la construcció d'un campament amb barracons, un magatzem de fenc, un tribunal militar i una presó de guarnició al nord de la ciutat, tal com s'acordà en compensació, així com la sistematització dels terrenys recentment disponibles, la construcció d'alguns edificis i despesa addicional de la ciutat.

Imatges de la demolició (c. 1900–1915)
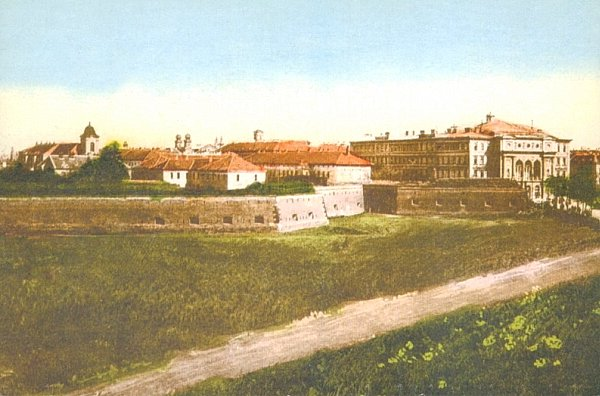
Bastions Eugeniu i Mercy
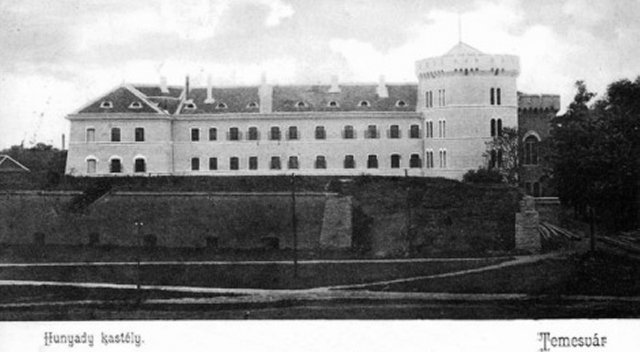
Bastió del castell, vist des de l'est
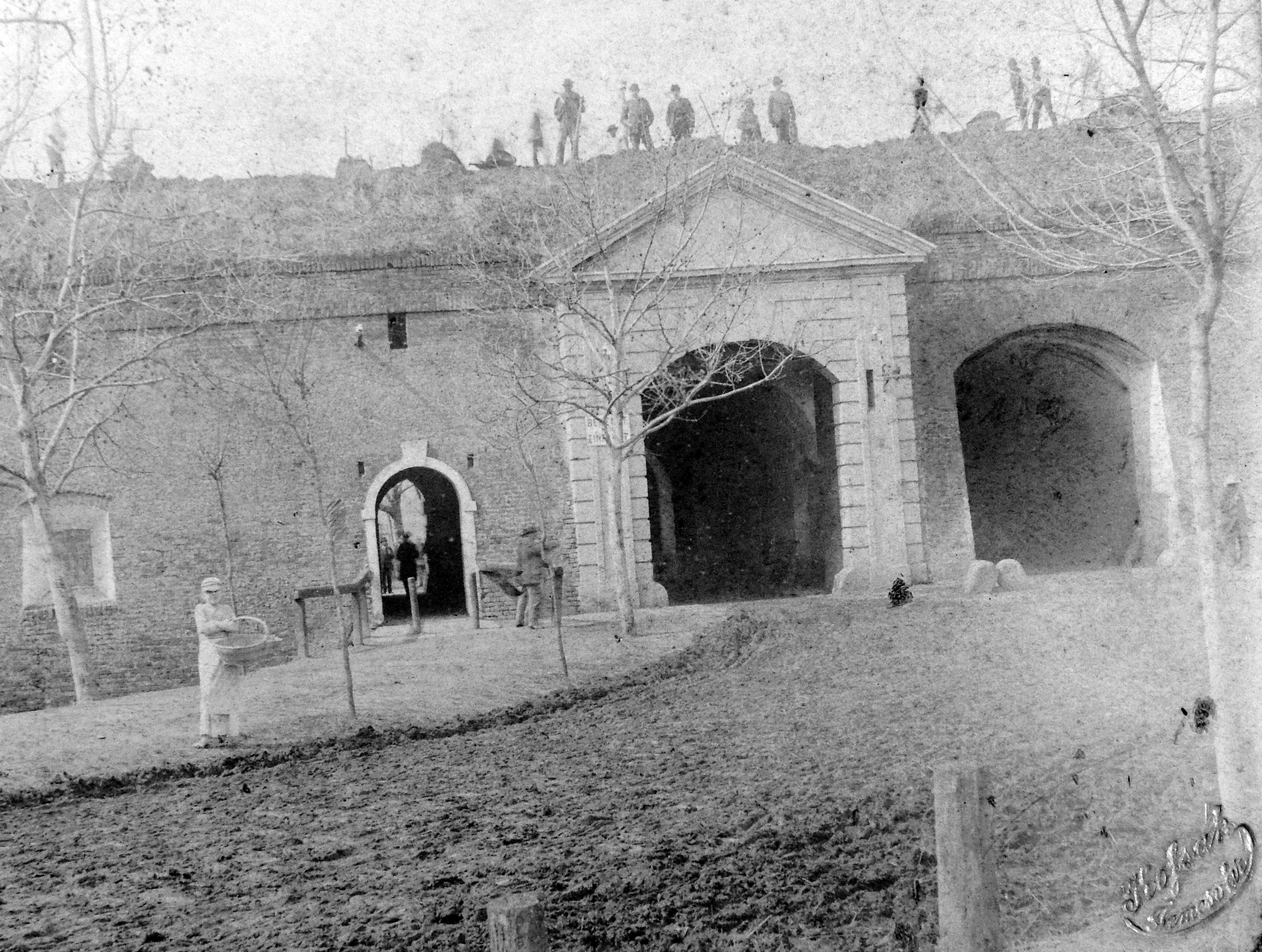
Enderroc de la porta de Transsilvània

Sota la direcció de l'arquitecte Şerban Sturdza es reformà la Piața Unirii el 1988. Amb aquest motiu, es va gravar un plànol de la fortalesa dels Habsburg del 1730, amb els 9 baluards, en una pedra del paviment. En aquell moment es creia que es tractava de tota la fortificació.
El 2006, les excavacions de fonaments a la zona del baluard Eugeniu van descobrir les contraguàrdies del baluard, la rasa del fossat entre les contraguàrdies i un embassament. És una evidència arqueològica dels tres cinturons fortificats de la ciutadella. Després de ser cartografiats i fotografiats, s'enderrocaren. El 2014, en el marc del projecte "Rehabilitació d'espais públics del centre històric de Timișoara", una excavació arqueològica preventiva a la plaça Unirii confirmà la posició de les fortificacions otomanes segons el mapa de Perrette, així com la seva composició de terra estabilitzada amb fusta. Com a part del mateix projecte, durant les excavacions en la intersecció del carrer Dimitrie Cantemir i Lucian Blaga (a l'angle sud-est de la Piața Libertății), es van trobar murs de pedra lligats amb morter de la muralla nord de la fortalesa angevina. A la part sud del carrer Lucian Blaga es descobrí un sòl de morter amb fragments de maó, probablement del mercat esmentat per Evliya Çelebi.

## Situació al segle XXI
El barri Cetate de Timișoara es va construir al lloc de la fortalesa dels Habsburg i el seu glacis. La zona intra muros ha estat declarada Monument Històric (patrimoni nacional). De les fortificacions de la ciutadella dels Habsburg queda el castell de Huniade, un bastió, un fragment d'un altre bastió, una casamata i un petit fragment de la muralla. Tots són monuments històrics.

L'únic baluard gairebé completament conservat és el baluard Theresia. A l'avinguda Alexandru Ioan Cuza hi ha una casamata.

Detalls de la muralla
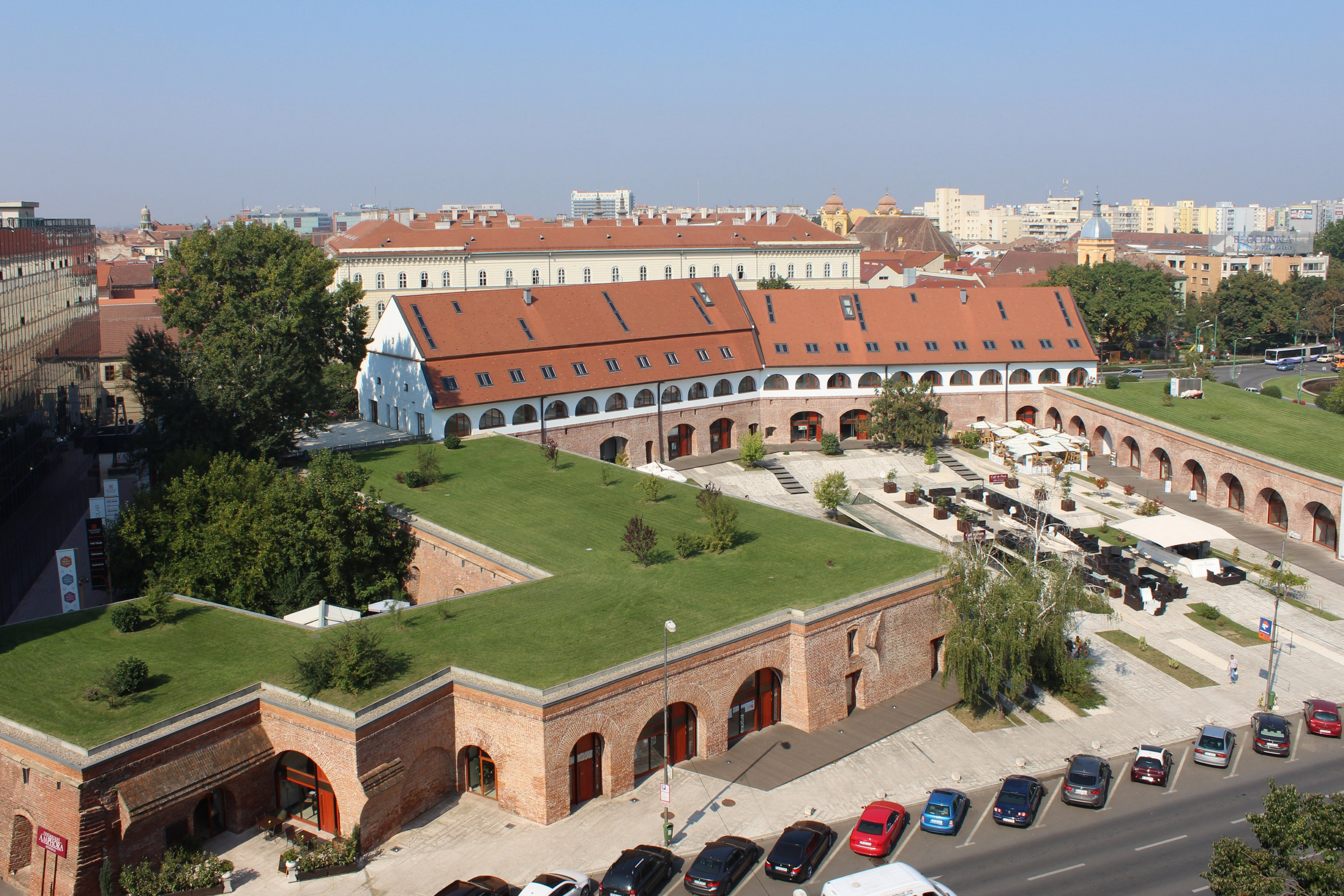
Bastió Theresia
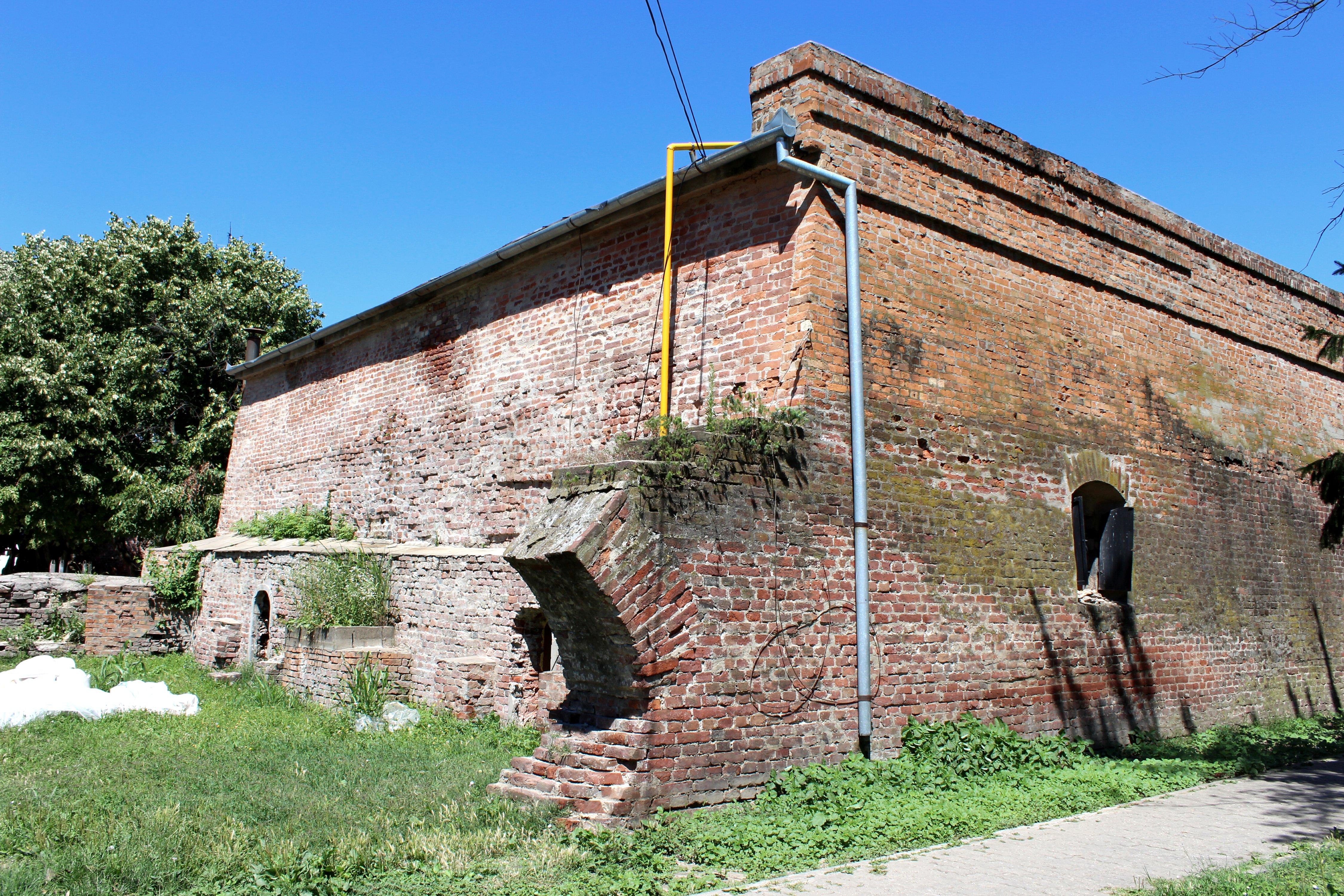
Fragment del baluard Eugeniu
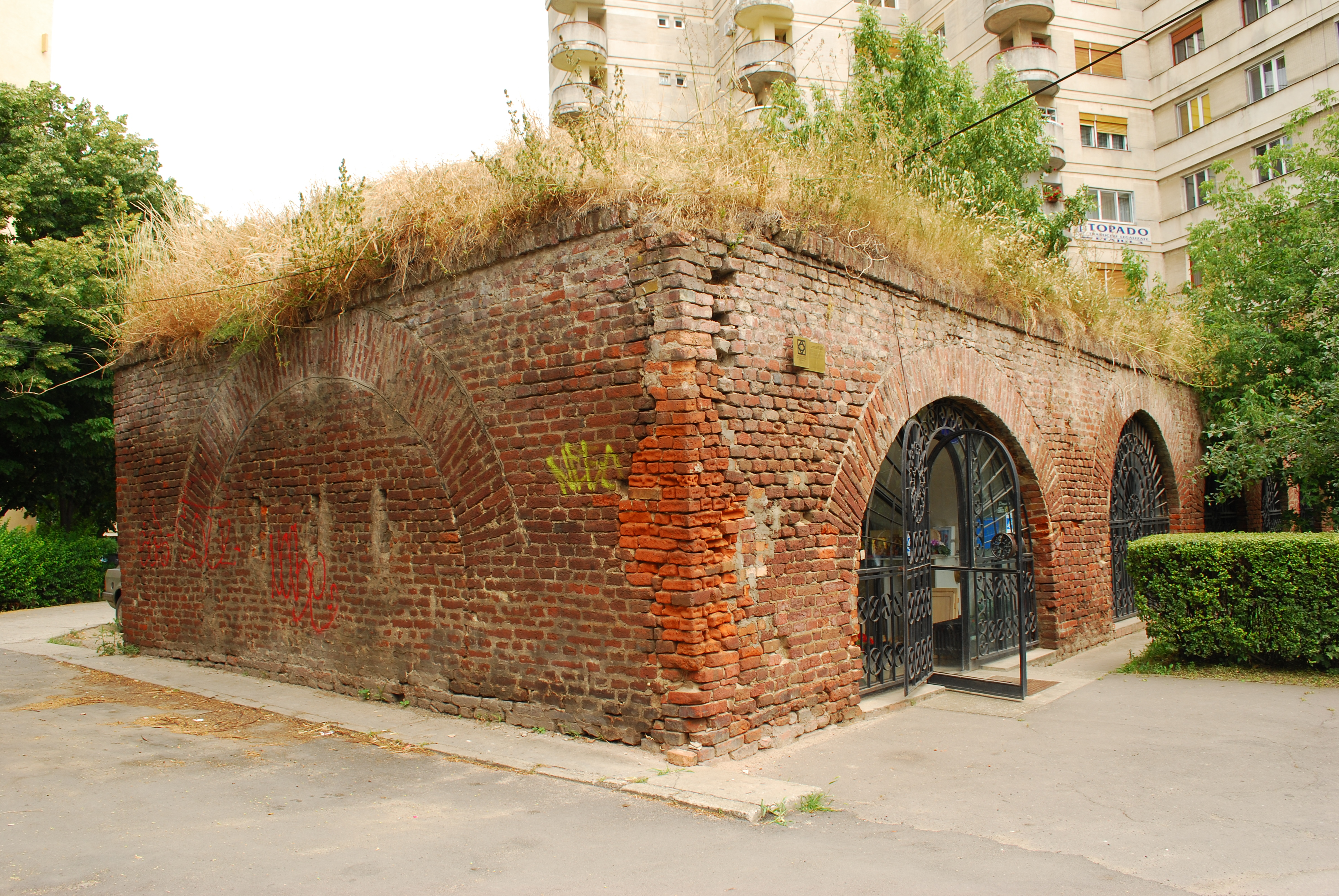
La casamata núm. VIII
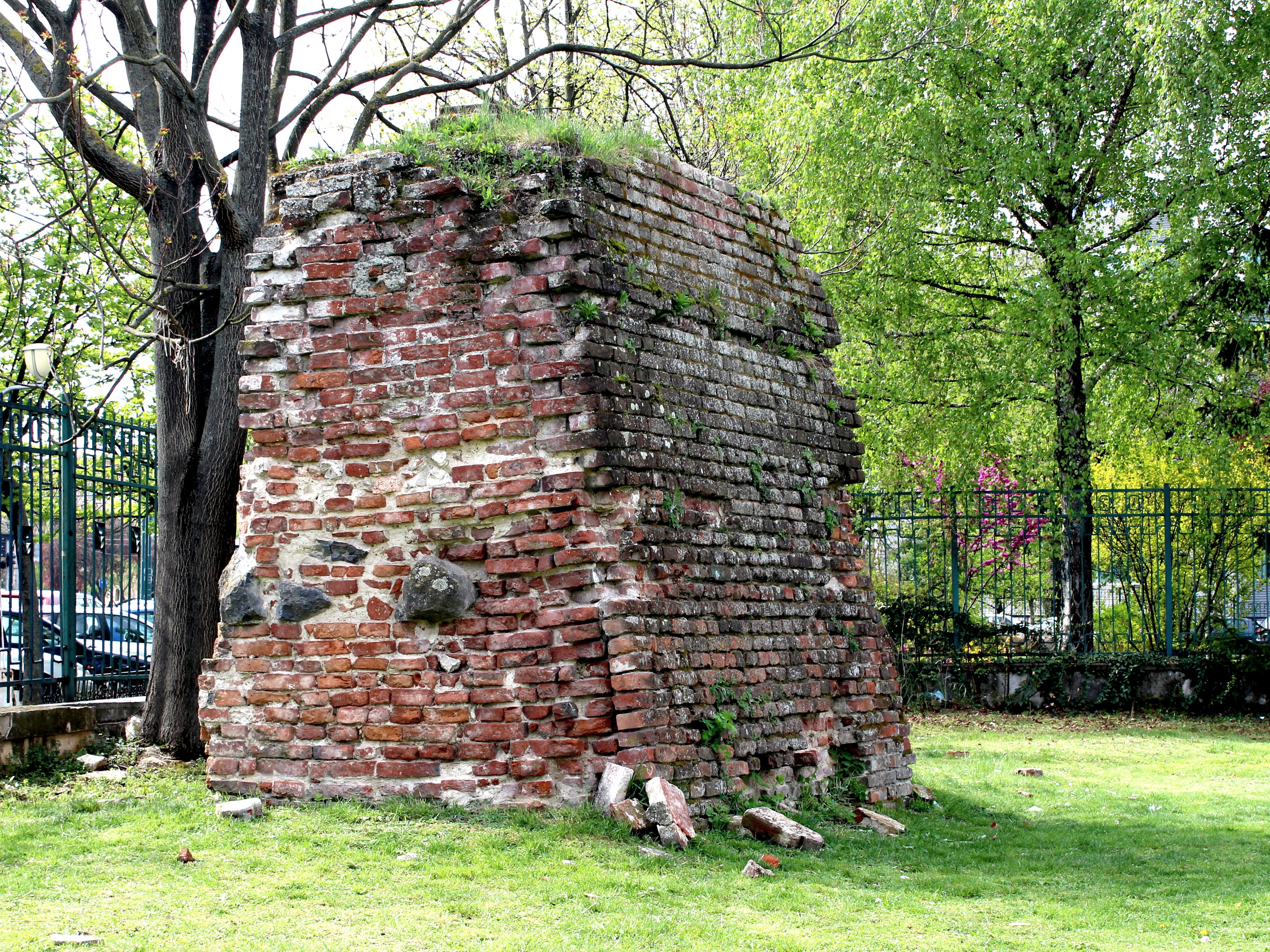
Mur al parc botànic